# Partia Libertariańska (Wielka Brytania)
Partia Libertariańska (także Partia Libertariańska Wielkiej Brytanii) – brytyjska partia polityczna założona w 2008. Opowiada się za państwem minimum, prywatną służbą zdrowia, likwidacją podatku dochodowego (wcześniej zamieniając go na dziesięcioprocentowy podatek liniowy) oraz za wyjściem Wielkiej Brytanii z Unii Europejskiej. Partia opowiada się także za stworzeniem nowej konstytucji, która miałaby chronić obywateli przed państwem. Za wzór jest brana Konstytucja Szwajcarii.
Założycielem partii i pierwszym liderem był Patrick Vessey. Zrezygnował z funkcji lidera 17 września 2008, kiedy to zastąpił go Ian Parker-Joseph.